# 3331 Kvistaberg
3331 Kvistaberg је астероид главног астероидног појаса са средњом удаљеношћу од Сунца која износи 2,421 астрономских јединица (АЈ).
Апсолутна магнитуда астероида је 13,2.